# Kléber Laube Pinheiro
Kléber Laube Pinheiro (Estância Velha, 2 mei 1990) - alias Kléber - is een Braziliaanse voetballer die bij voorkeur als aanvaller speelt. Hij verruilde in 2011 Atlético Mineiro voor FC Porto. Hij debuteerde in 2011 in het Braziliaans voetbalelftal.

## Carrière
Kléber debuteerde in 2009 bij het Braziliaanse Atlético Mineiro. Op 21 februari speelde hij tegen Rio Branco zijn eerste duel op het hoogste niveau. Enkele maanden later werd de 19-jarige aanvaller uitgeleend aan het Portugese CS Marítimo. Op 20 september 2009 maakte hij zijn officieel debuut in de Primeira Liga. Hij sloot het seizoen 2009/10 af met 8 competitietreffers in 20 wedstrijden. Op de laatste speeldag scoorde de Braziliaan twee keer tegen Vitória Guimarães, waardoor Marítimo vijfde werd en een Europees ticket versierde.
Kléber kwam door deze prestatie in de belangstelling van FC Porto te staan. Atlético Mineiro wilde hem laten gaan, maar Marítimo werkte niet mee aan een transfer, mede doordat de spits nog tot 2012 onder contract lag. De Braziliaan die zelf graag naar Porto wilde verhuizen, weigerde vervolgens om mee te trainen bij Marítimo. Uiteindelijk bleef hij nog een jaar bij Marítimo.
Op 4 juli 2011 tekende Kléber een contract voor vijf seizoenen bij Porto. In de eerste wedstrijden van het seizoen 2011/12 scoorde de Braziliaan regelmatig voor de Draken. Zo maakte hij in september 2011 het beslissende doelpunt in het Champions League-duel tegen Shakhtar Donetsk. In het volgende seizoen belandde de aanvaller steeds vaker op de bank.

## Nationale ploeg
In 2011 werd Kléber door zijn prestaties bij Porto voor het eerst opgeroepen voor de Seleção. De spits maakte op 10 november 2011 zijn debuut voor Brazilië. Van bondscoach Mano Menezes mocht hij toen meespelen in een vriendschappelijk duel tegen Gabon.

## Statistieken
| Seizoen | Club                 | Competitie           | Wed. | Goals |
| ------- | -------------------- | -------------------- | ---- | ----- |
| 2009    | Atlético Mineiro     | Série A              | 4    | 0     |
| 2009/10 | → CS Marítimo        | Primeira Liga        | 20   | 8     |
| 2010/11 | → CS Marítimo        | Primeira Liga        | 18   | 7     |
| 2011/12 | FC Porto             | Primeira Liga        | 21   | 9     |
| 2012/13 | FC Porto             | Primeira Liga        | 5    | 0     |
| 2012/13 | → Palmeiras          | Série B              | 2    | 1     |
| 2013/14 | FC Porto B           | Segunda Liga         | 15   | 3     |
| 2014/15 | → GD Estoril Praia   | Primeira Liga        | 21   | 8     |
| 2015    | Beijing Sinobo Guoan | Chinese Super League | 7    | 0     |
| 2016    | Beijing Sinobo Guoan | Chinese Super League | 4    | 0     |
| 2016/17 | GD Estoril Praia     | Primeira Liga        | 26   | 8     |
| 2017/18 | GD Estoril Praia     | Primeira Liga        | 17   | 6     |
| TOTAAL  | TOTAAL               | TOTAAL               | 160  | 50    |

Bijgewerkt op 12-01-2013